# معركة جبل الشيخ الثالثة
معركة جبل الشيخ الثالثة دارت في ليلة 21 – 22 أكتوبر 1973 بين الجيش الإسرائيلي والجيش السوري على جبل الشيخ، خلال الأيام الأخيرة من حرب أكتوبر. وكانت القوات السورية قد استولت على نقطة تابعة لجيش الدفاع الإسرائيلي على الجبل في 6 أكتوبر، واحتفظت بها لمدة أسبوعين. وفي المعركة الثالثة التي أطلق عليها اسم «عملية التحلية»، استولت القوات الإسرائيلية على البؤرة الإسرائيلية والسورية.

## الخلفية
وبعد فقدان السيطرة على جبل الشيخ في 6 أكتوبر وعدم الاستيلاء عليه في 8 أكتوبر، أصبح الجيش الإسرائيلي، ولواء غولاني بصفة خاصة، مصممين على الاستيلاء عليه. وقد تسببت خسارتها في خسائر فادحة في جمع المخابرات الإسرائيلية أثناء الحرب. في الساعة 10:15 مساء يوم 19 أكتوبر، كان رئيس الأركان الإسرائيلي ديفيد إلازار في طريقه إلى القيادة الشمالية الإسرائيلية لمراقبة هجوم على الحرمون. وفي ذلك الوقت، علمت هيئة الأركان العامة بإخطار وزير خارجية الولايات المتحدة هنري كيسنجر بوقف فوري لإطلاق النار في الحرب. وطلب من إيلازار العودة إلى تل أبيب، حيث التقى وزير الدفاع موشيه ديان، واتفقوا على أن استعادة جبل الشيخ كانت من بين الأولويات القصوى.
وقد قرر يهودا بيليد، الذي كان قد قاد الهجوم المضاد الفاشل في 8 أكتوبر، أن من الأفضل أن تهاجم من الجيب السوري إلى الشرق بدلا من الجولان مرة أخرى. وكان التسلق الذي يبلغ طوله 4,000 قدما من ذلك الاتجاه شديد الانحدار، ولكنه كان سيجلب القوة الهجومية إلى نقطة إسرائيل مباشرة دون أن يقاتل على الحافة. ووافق على ذلك قائد غولاني، أمير دروري. ولذلك وضعت الكتيبة 51 التابعة لبيليد في قرية سورية مهجورة على سفح الجانب الشرقي من الحرمون. ولثلاث ليال، مارست الكتيبة تسلقا سريعا بكامل معداتها، وخلص بيليد إلى أن المهمة ممكنة. وأمره إلازار بأن يأخذ القمة بأكملها، بما في ذلك الحرمون السوري. وكان غولاني سيأخذ الحرمون الإسرائيلي، بينما سيهاجم لواء مظلي احتياطي بقيادة العقيد حاييم ندل المواقع السورية التي أقيمت قبل الحرب.

## المقدمة
واقترح ضباط ندل أخذ القمة ثم الانتقال إلى الحرمون الإسرائيلي. ورفض العميد ييكوتئيل آدم نائب رئيس القيادة الشمالية هذا الاقتراح قائلا إنه يتعين على جولاني الاستيلاء على الموقع الذي فقدته. وأشار ضباط المظليين إلى أن غولاني يتعين عليه الهجوم من الشرق، لكنه ذلك رفض لأن المنحدر الشرقي اعتبر أكثر عرضة للمدفعية السورية وأكثر انحدارا من أن يجلي الجرحى بأمان. وفي ليلة 20 أكتوبر، وصل دروري إلى القيادة الشمالية ونصحه ضابط مظلي بتغيير أوامره. ورفض.
خلال الأسبوعين السابقين للهجوم الإسرائيلي، احتمى السوريون خلال النهار، متطلعين إلى الهجوم الإسرائيلي. وقد أصيب سوريان جراء القصف الإسرائيلي خلال هذين الأسبوعين. وفي صباح 21 أكتوبر، صعد فريق استطلاع تحت قيادة يوني نتنياهو لمهماز مجاور للنظر إلى الحرمون الإسرائيلي، وأفاد بأنه رأى سوريين فقط على القمة طوال اليوم. كما فشل التصوير الجوي في إظهار أي إشارة للقوات السورية في الموقع. وفي ذلك المساء، تجمع 400 من جنود غولاني في بستان عند سفح المنحدر الغربي. وقال دروري لهم إن الحرمون كان مهما للغاية، كونه «عيون وآذان البلد».

## ما بعد المعركة
وكان عدد قتلى غولاني خمسة وخمسين قتيلا و 79 جريحا. وكان عدد قتلى المظليين واحدا وأربعة جرحى. وبعد المعركة، كرر أحد أفراد غولاني عبارة «عيون البلد» في مقابلة للتلفزيون الإسرائيلي. ومنذ ذلك الحين أصبح هذا التعبير شائعا للحرمون في إسرائيل. وقد تعرض السلوك الإسرائيلي للانتقاد فيما بعد. وقال المؤرخ أوري ميلشتاين إن تخطيط وتنفيذ الهجوم كان معيبا ومشينا. وبعد ثلاثين عاما من المعركة، رفض دروري الادعاءات بأن مساعدة المظليين كانت غير مرغوب فيها بسبب اعتبارات هيبة غولاني، وقال إنه بحلول الوقت الذي كان يمكن فيه أن يصل المظليون، لم تعد هناك حاجة لهم. وبعد الحرب، تم تسليم الحرمون السوري إلى سوريا. وما زالت بقية جبل الشيخ تحت السيطرة الإسرائيلية.